# Maîche
Maîche és un municipi francès situat al departament del Doubs i a la regió de Borgonya - Franc Comtat. L'any 2007 tenia 4.076 habitants.

## Demografia

### Població
El 2007 la població de fet de Maîche era de 4.076 persones. Hi havia 1.777 famílies de les quals 657 eren unipersonals (258 homes vivint sols i 399 dones vivint soles), 528 parelles sense fills, 463 parelles amb fills i 129 famílies monoparentals amb fills.
La població ha evolucionat segons el següent gràfic:
Habitants censats

### Habitatges
El 2007 hi havia 2.043 habitatges, 1.824 eren l'habitatge principal de la família, 33 eren segones residències i 186 estaven desocupats. 916 eren cases i 1.124 eren apartaments. Dels 1.824 habitatges principals, 994 estaven ocupats pels seus propietaris, 800 estaven llogats i ocupats pels llogaters i 30 estaven cedits a títol gratuït; 77 tenien una cambra, 174 en tenien dues, 351 en tenien tres, 476 en tenien quatre i 746 en tenien cinc o més. 1.369 habitatges disposaven pel capbaix d'una plaça de pàrquing. A 925 habitatges hi havia un automòbil i a 663 n'hi havia dos o més.

### Piràmide de població
La piràmide de població per edats i sexe el 2009 era:
| Homes | Edats   | Dones |
| ----- | ------- | ----- |
| 0     | 95 o +  | 4     |
| 16    | 90 a 94 | 12    |
| 16    | 85 a 89 | 28    |
| 24    | 80 a 84 | 28    |
| 56    | 75 a 79 | 68    |
| 68    | 70 a 74 | 100   |
| 108   | 65 a 69 | 108   |
| 88    | 60 a 64 | 104   |
| 108   | 55 a 59 | 104   |
| 132   | 50 a 54 | 172   |
| 136   | 45 a 49 | 144   |
| 124   | 40 a 44 | 132   |
| 172   | 35 a 39 | 120   |
| 148   | 30 a 34 | 144   |
| 165   | 25 a 29 | 160   |
| 112   | 20 a 24 | 84    |
| 132   | 15 a 19 | 156   |
| 92    | 10 a 14 | 156   |
| 132   | 5 a 9   | 124   |
| 108   | 0 a 4   | 104   |

## Economia
El 2007 la població en edat de treballar era de 2.597 persones, 2.030 eren actives i 567 eren inactives. De les 2.030 persones actives 1.872 estaven ocupades (982 homes i 890 dones) i 159 estaven aturades (60 homes i 99 dones). De les 567 persones inactives 217 estaven jubilades, 178 estaven estudiant i 172 estaven classificades com a «altres inactius».

### Ingressos
El 2009 a Maîche hi havia 1.922 unitats fiscals que integraven 4.294 persones, la mediana anual d'ingressos fiscals per persona era de 20.959 €.

### Activitats econòmiques
Dels 250 establiments que hi havia el 2007, 5 eren d'empreses extractives, 6 d'empreses alimentàries, 5 d'empreses de fabricació de material elèctric, 17 d'empreses de fabricació d'altres productes industrials, 19 d'empreses de construcció, 69 d'empreses de comerç i reparació d'automòbils, 6 d'empreses de transport, 16 d'empreses d'hostatgeria i restauració, 2 d'empreses d'informació i comunicació, 15 d'empreses financeres, 18 d'empreses immobiliàries, 22 d'empreses de serveis, 31 d'entitats de l'administració pública i 19 d'empreses classificades com a «altres activitats de serveis».
Dels 68 establiments de servei als particulars que hi havia el 2009, 1 era una oficina d'administració d'Hisenda pública, 1 gendarmeria, 1 oficina de correu, 6 oficines bancàries, 1 funerària, 7 tallers de reparació d'automòbils i de material agrícola, 1 taller d'inspecció tècnica de vehicles, 3 autoescoles, 1 guixaire pintor, 5 fusteries, 5 lampisteries, 3 electricistes, 6 perruqueries, 2 veterinaris, 3 agències de treball temporal, 13 restaurants, 4 agències immobiliàries, 1 tintoreria i 4 salons de bellesa.
Dels 38 establiments comercials que hi havia el 2009, 3 eren supermercats, 2 grans superfícies de material de bricolatge, 5 fleques, 2 carnisseries, 3 llibreries, 10 botigues de roba, 1 una botiga de roba, 2 sabateries, 3 botigues d'electrodomèstics, 1 una botiga de mobles, 1 una botiga de material de revestiment de parets i terra, 3 joieries i 2 floristeries.
L'any 2000 a Maîche hi havia 25 explotacions agrícoles que ocupaven un total de 812 hectàrees.

## Equipaments sanitaris i escolars
El 2009 hi havia 2 centres de salut, 2 farmàcies i 3 ambulàncies.
El 2009 hi havia 1 escola maternal i 2 escoles elementals. Maîche disposava de 2 col·legis d'educació secundària amb 792 alumnes.

## Poblacions més properes
El següent diagrama mostra les poblacions més properes.